# Ninox lurida
Ninox lurida är en fågelart i familjen ugglor inom ordningen ugglefåglar. Den betraktas allmänt som en underart till australisk spökuggla (Ninox boobook), alternativt Ninox novaeseelandiae när den förra inkluderas i den senare, men urskiljs som en egen art i The Howard & Moore Complete Checklist of the Birds of the World. Fågeln förekommer enbart i nordöstra Australien, i nordöstra Queensland mellan Cooktown och Paluma. IUCN erkänner den inte som art, varför den inte placeras i någon hotkategori.